# Хамилтън (филм, 2020)
„Хамилтън“ (на английски: Hamilton) е американски исторически музикален драматичен филм от 2020 година, който се състои от запис на сцена на живо от едноименния бродуейски мюзикъл през 2015 г., в който е вдъхновен от биографичната книга „Александър Хамилтън“ на Рон Черноу. Режисиран е от Томас Кейл, и е продуциран, написан и композиран от Лин-Мануел Миранда.